# Stadier paa Livets Vei
Stadier paa Livets Vei er skrevet af Søren Kierkegaard og udkom d. 30. april 1845. Bogen er skrevet i samme stil som Enten - Eller med en masse pseudonymer der alle er udtryk for forskellige livssyn der ofte modsiger hinanden.
Bogen er inddelt i tre afsnit (udover forordet) der alle udgør en beskrivelse af hver deres stadie på livets vej. Første afsnit hedder In Vino Veritas ('I Vinen er Sandheden'), hvilket er den æstetiske del. Andet afsnit hedder Adskilligt om Ægteskabet mod Indsigelser af En Ægtemand og er den etiske del. Den sidste del, hvor Kierkegaard lægger stor interesse, er Skyldig – Ikke Skyldig: En lidelseshistorie, hvilket er det religiøse stadie.
Bogens tema er spørgsmålet om kvinden, samt mandens forhold til kvinden.

## Bogens afsnit

### Lectori Benevolo! (Forordet)
Forordet er skrevet af pseudonymet Hilarius Bogbinder der vil fortælle "Bogens sandfærdige Historie". En velbekendt Literatus havde sendt Hilarius en betydelig mængde bøger til indbindning, men denne proces endte med at trække så langt ud, at døden indhentede Hr. Literatus undervejs. Hilarius sender da alt tilbage igen, bortset fra en lille pakke skrevne papirer, som han finder senere. Da pakken aldrig havde været forlangt tilbage, tænker Hilarius at den ikke kan have været det store værd og lader derfor papirene ligge.
Senere, under de lange vinteraftener, hvor Hilarius Bogbinder intet andet har at læse, tager han atter papirene frem, men forstod ikke meget af teksterne. Derimod kunne han se at 'en stor Del var skreven af en i Skønskrivning vel øvet' og lod derfor sine børn skrive efter bøgerne, så de 'ved at efterskrive de skønne Skriftbogstaver og Sving maatte øves udi Pennens Førelse'. Børnenes lærer derimod, en 'Kandidatus i Filosofien', fandt derimod stor interesse for bøgerne og lånte dem med hjem. Tre dage efter vender han begejstret tilbage til Hilarius og opfordrer ham på det kraftigste til at udgive bogen.
Med denne kringlede historie bliver bogen indledt og resten af værket indeholder næsten endnu flere pseudonymer og kringlede fortællinger.

### In Vino Veritas
In Vino Veritas handler om fem æstetikere der mødes til en masse god mad og – ikke mindst – en masse god vin. Historien bliver fortalt af en William Afham der observerer disse æstetikere til gæstebuddet, så det er altså hans erindring vi følger. Han beskriver æstetikerne således:
| „ | Deltagerne vare fem: Johannes med Tilnavn Forføreren, Victor Eremita, Constantin Constantinus og endnu tvende, hvis Navn jeg just ikke har glemt, hvad der var temmelig ligegyldigt, men hvis Navn jeg ikke fik at vide (...) Den ene blev kaldet: det unge Menneske. Han var vel heller ej mere end nogle og tyve Aar, slank og fint bygget, meget mørkladen. (...) Den anden kaldte de Modehandleren, hvilket var hans borgerlige stilling. Af ham var det svært at få et helt Indtryk. Han var klædt efter den allernyeste Mode, krøllet og parfumeret, duftende af eau de Cologne. | “ |

Gæsterne han beskriver er altså Johannes Forføreren, Victor Eremita, Constantin Constantinus (som alle tre også var med i Enten - Eller), Modehandleren og Det Unge Menneske. Midt under gæstebuddet rejser Victor Eremita sig op, løfter sit bæger og siger:
| „ | Med dette Bæger, hvis Duft allerede bedaarer min Sans, hvis kølige Hede allerede opflammer mit Blod, hilser jeg eder, kære Drikkebrødre, og byder eder Velkommen; med det samme Bæger ønsker jeg eder Velbekomme, forvisset om, at enhver er tilstrækkelig mættet blot af Talen om Gæstebudet, thi vor Herre mætter Maven før Øjet, men Fantasien gør det omvendt. | “ |

Den æstetiske stil er nu lagt. Senere kan William Afham berette:
| „ | Da et Par Retter vare spiste, foreslog Constantin, at Gæstebudet skulde ende med, at enhver holdt en Tale (...) Hvad Talernes Indhold angik, da forslog Constantin, at der skulde tales om Elskov eller om Forholdet mellem Mand og Kvinde. | “ |

Og således rejser de sig op en efter en og giver deres syn på kvinden. Hver af disse har hver deres syn på verden, hvilket er historiens drivkraft, men til fælles har de alle, at de er fjender af ægteskabet. De er således på det æstetiske stadie og i stor modsætning til bogens anden del. Det unge menneske bliver den første til at tale, og han erklærer straks, at han ingen erotiske erfaringer har, da han finder elskoven komisk og ikke vil omfavne noget, som er ham selvmodsigende for tanken. Overalt hvor hans refleksion vil gribe elskoven, da beholder kan kun modsigelsen, og heri finder han det komiske, da det komiske netop ligger i modsigelsen. Men hans tanke er ham alt og derfor afviser han elskoven.
Den næste der rejser sig er Constantin Constantinus. For ham at se er kvinden spas (eller, som han siger, hun er under kategorien spas). For ham at se tilkommer det manden at være absolut, men at kvinden ligger i relationen. Hun er derfor pjat og hendes troskab er af problematisk art. For en mand er intet skadeligere end at gribe sig selv i pjat, og netop derfor kan kvinden blive problematisk, hvis man ikke opfatter hende under kategorien spas, hvorefter hun dog bliver uskadelig og morsom.
Derefter taler Victor Eremita. Han begynder sin tale med inderligt at takke for, at han er blevet en mand og ikke en kvinde. Han vil hellere være mand og derved lidt mindre end kvinden er, da kvinden er mere end manden, end at være kvinde, og være en ubestemmelig størrelse. Hellere være mindre, og være det virkeligt, end at være mere, og være lyksaliggjort i indbildningen. Her kommer han med et af de berømteste citater i Kierkegaards forfatterskab, og samtidig også et citat der er meget beskrivende for Kierkegaard selv:
| „ | Der er mangen Mand bleven Geni ved en Pige, mangen Mand bleven Helt ved en Pige, mangen Mand bleven Digter ved en Pige, mangen Mand bleven Helgen ved en Pige; - men han blev ikke Geni ved den Pige, han fik; thi med hende blev han kun Etatsraad; han blev ikke Helt ved den Pige, han fik, thi ved hende blev han kun General; han blev ikke Digter ved den Pige, han fik, thi ved hende blev han kun Fader; han blev ikke Helgen ved den Pige, han fik, thi han fik slet ingen og vilde kun have en eneste, som han ikke fik, ligesom enhver af de andre blev Geni, blev Helt, blev Digter ved den Piges Hjælp, de ikke fik. | “ |

Hans mening er altså, at mandens dåd skyldes kvinden, da hun begejstrer ham, men at kvinden kun gør manden produktiv i idealitet i negativ forstand. Kvinden har altså magten til at vække den ideale søgen hos manden, men har også ligeså magten til at tage det samme væk fra ham igen, hvis hun bliver hans. For et positivt forhold til kvinden endeliggør manden.
Den næste taler, Modehandleren, fortæller, at han kender kvinden fra hendes svage side igennem sin modebutik og fortæller i hvor høj grad kvinden er optaget af moden.
Til slut rejser Johannes Forføreren sig og, til trods for de andre, er han tilfreds med kvinden som hun er. Med forskellige myter forklarer han om det flygtige og tillokkende i kvindens væsen. Han kender hendes svaghed, og netop hendes ufuldkommenhed formår han at drage til nytte.

### Adskilligt om Ægteskabet
Denne del er skrevet af pseudonymet Assessor Vilhelm, hvor han argumenterer for ægteskabets berettigelse. Han tager udgangspunkt i tilværelsens alvor og argumenterer for sammenhængen mellem teori og praksis. Ægteskabet bør bære en videreførelse af forelskelsen, men for at dette kan lykkes må der træde et nyt moment til, nemlig Beslutningen. Sympatien og Pligten vil derefter opstå, hvilket vil gøre livet rigere, samt at man vil kunne opleve kvinden i hendes skønneste skikkelse der er muligt for hende, nemlig som moder. Hans udgangspunkt er altså også etisk. I et ægteskab ændrer forholdet mellem mand og kvinde sig fra at være noget forbigående til noget vedvarende og fra noget individuelt til noget alment. I løbet af denne del af bogen bliver de tidligere argumenter fra In Vino Veritas imødegået og forsøgt modbevist.
Men vil man undgå ægteskabet må dette også blive gjort med Beslutningen som moment, og man må derfor være klar på at træde ud i lidelsen. Dette er hvad Undtagelsen gør og Undtagelsen viser sig pludselig at være ganske interessant for Kierkegaard, da dette netop afspejler ham. Generelt er dette afsnit i bogen ganske kort og leder i høj grad over til bogens tredje del, der netop handler om Undtagelsen.

### Skyldig – Ikke Skyldig?
Bogens tredje afsnit er skrevet i dagbogsform og denne historie er det tætteste man kan komme på en beskrivelse Kierkegaards egen kærlighedshistorie med Regine Olsen. Dagbogen beskriver en forlovelse der har varet et halvt år, og den skifter mellem morgennotaterne, der husker tilbage på forlovelsen dengang, og midnatsnotaterne, der reflekterer over det hele i perspektiv. Historien handler i korte træk om, at efter en forlovelse finder sted, opdager fortælleren, at deres naturer er forskellige, hvorefter han tager smerten på sine skuldre og trækker sig ud af forholdet. Han bliver dermed til Undtagelsen som blev peget på i det tidligere afsnit.